# Alcochera nikkoensis
Alcochera nikkoensis är en stekelart som först beskrevs av Tohru Uchida 1930.  Alcochera nikkoensis ingår i släktet Alcochera och familjen brokparasitsteklar. Inga underarter finns listade i Catalogue of Life.